# Lorenzo Savadori
Lorenzo Savadori (Cesena, 4 aprile 1993) è un pilota motociclistico italiano.
Vincitore della Superstock 1000 FIM Cup nel 2015 e due volte campione italiano, in 125 nel 2008 e in Superbike nel 2020.

## Carriera

### Gli inizi

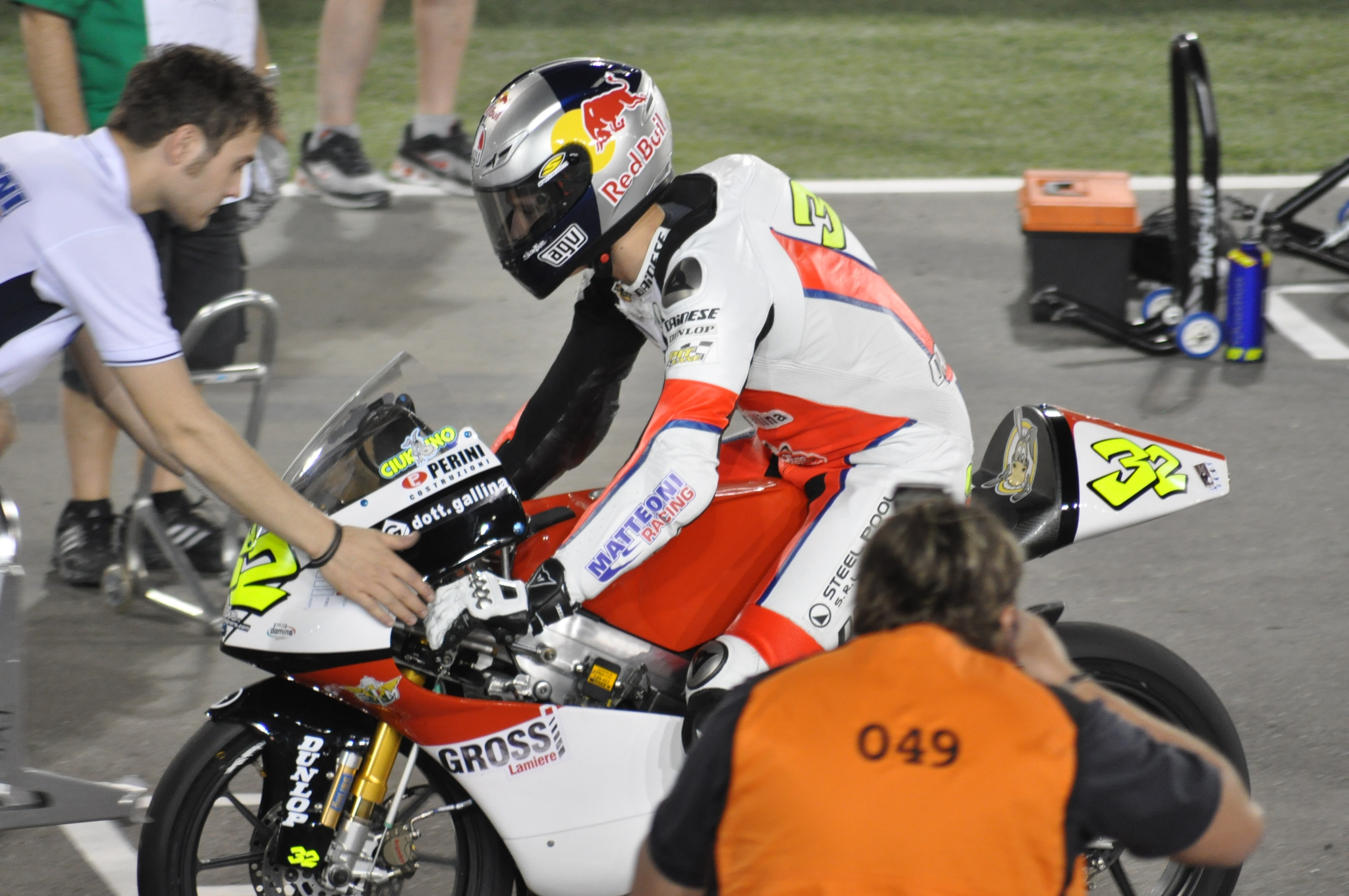
Savadori, su Aprilia RS 125 R, sulla griglia di partenza del Gran Premio del Qatar 2010 della classe 125.

Nel 2007 si è classificato secondo della Red Bull Rookies Cup con 102 punti, vincendo anche due gare nel corso del campionato. Nella stessa stagione disputa quattro gare del campionato Italiano 125 ottenendo due piazzamenti a podio e una pole position.
L'anno successivo è campione Italiano Velocità 125GP e campione Europeo Velocità 125GP, titoli conquistati pilotando un'Aprilia. Il 1º giugno 2008 debutta come wild card al Mugello, in occasione del motomondiale nella classe 125, classificandosi ventiduesimo in sella a un'Aprilia del team RCGM.
Partecipa anche alla gara di Misano Adriatico, sempre in sella all'Aprilia del team RCGM, ma non si classifica. Si schiera infine al via a Valencia, stavolta in sella a un'Aprilia dell'I.C. Team, e si classifica tredicesimo conquistando i suoi primi 3 punti iridati.

### Classe 125
Nel 2009 corre la sua prima stagione completa nel mondiale 125, sempre con una moto della casa di Noale. Riesce a concludere solo 4 delle 13 gare disputate, ma colleziona un nono posto al Gran Premio d'Italia. Viene liquidato dopo il Gran Premio di San Marino, ma poi corre il GP della Comunità Valenciana come wildcard. Termina la stagione al 26º posto con 7 punti. Nel 2010 corre per il team Matteoni C.P. Racing, sempre nella classe 125. In questa stagione è costretto a saltare il Gran Premio d'Aragona per infortunio. Ottiene come miglior risultato un dodicesimo posto in Germania e termina la stagione al 23º posto con 5 punti.

### Superstock 1000 FIM Cup
Nel 2011 corre nella Superstock 1000 FIM Cup con la Kawasaki ZX-10R del team Lorenzini by Leoni, Il compagno di squadra è il sudafricano Sheridan Morais. In questa stagione d'esordio il miglior risultato è il decimo posto ottenuto in quattro differenti gare, totalizza 31 punti che gli valgono il quindicesimo posto in classifica finale. Nella stessa stagione disputa tre gare nel CIV Stock 1000 conquistando un podio.
Nel 2012 rimane nella Superstock 1000 ma cambia squadra, passa infatti al Barni Racing Team Italia che gli affida una Ducati 1199 Panigale, in questa stagione il compagno di squadra è il connazionale Eddi La Marra. Il 6 maggio, in occasione del Gran Premio d'Italia a Monza, ottiene la prima vittoria in questa categoria. Ottiene altri due podi stagionali e chiude l'annata al quinto posto con 107 punti. In questa stessa stagione è iscritto ad alcune gare nel CIV Stock 1000 dove non ottiene punti. Nel 2013 partecipa ancora alla Superstock 1000, cambiando nuovamente squadra, passa al team Pedercini in sella alla Kawasaki ZX-10R. I compagni di squadra, per questa stagione, sono i connazionali Alessandro Andreozzi, Simone Grotzkyj Giorgi, Federico Dittadi e l'argentino Leandro Mercado. In questa stagione Savadori bissa il successo della stagione precedente a Monza, ottiene altri due piazzamenti a podio per un totale di 98 punti che gli valgono il quinto posto in classifica finale. In questa stagione partecipa al Gran Premio di Russia a Mosca in sostituzione di Alexander Lundh, in sella alla Kawasaki del Team Pedercini, si ritira in gara 1 mentre gara 2 viene annullata.
Nel 2014 corre nella Superstock 1000 FIM Cup con la Kawasaki ZX-10R del team Pedercini. Il compagno di squadra è il francese Romain Lanusse. In questa stagione, composta da sette gare, Savadori lotta per il titolo con Leandro Mercado, totalizzando quattro pole position, due vittorie e altri due piazzamenti a podio. A fine stagione si classifica secondo a otto punti dall'argentino. Le sue prestazioni nel corso della stagione sono comunque fondamentali per premettere a Kawasaki di vincere il titolo costruttori di categoria.
Nel 2015 corre nella Superstock 1000 FIM Cup con la Aprilia RSV4-RF del team Nuova M2 Racing, i compagni di squadra sono i connazionali Kevin Calia e Alessandro Andreozzi. Ottiene 4 vittorie, 2 secondi posti, 1 terzo ed 1 ottavo posto. Dopo una lunga lotta con il connazionale Roberto Tamburini, sulla pista di Magny-Cours vince il titolo di campione del mondo con 156 punti, portando ad Aprilia il primo titolo di categoria, unito al titolo costruttori vinto nella medesima occasione.

### Superbike
Nel 2016 passa a correre nel mondiale Superbike, in sella all'Aprilia RSV4-RF del team IodaRacing, per questa stagione il compagno di squadra è il pilota sammarinese Alex De Angelis. Chiude la stagione al decimo posto, ottenendo centocinquanta punti iridati. Nel 2017 rimane con Aprilia ma cambia team, passa infatti al team Milwaukee, dove trova come compagno di squadra l'irlandese Eugene Laverty. In questa stagione è costretto a saltare il Gran Premio di Aragona a seguito dell'infortunio riportato nell'evento precedente in Tailandia, il suo posto in squadra, in questo frangente, viene preso dal pilota spagnolo Julián Simón. Chiude la stagione all'undicesimo posto in classifica piloti con centoventiquattro punti ottenuti. Nel 2018 è nuovamente pilota titolare nel mondiale Superbike, con lo stesso team e la stessa moto della stagione precedente. Chiude la stagione al decimo posto in classifica piloti.

### 2019-2020: MotoE e titolo Italiano
Nel 2019 corre in MotoE con il team Gresini Racing; il compagno di squadra è Matteo Ferrari. Chiude la stagione al 16º posto con ventiquattro punti ottenuti. In questa stagione inoltre partecipa al CIV con una Aprilia del team Nuova M2 Racing, classificandosi secondo nella categoria Superbike. Sempre nella stessa categoria risulta vincitore nel CIV 2020, anno in cui chiude tutte le otto gare in calendario sul podio, vincendone sei. Nello stesso anno, partecipa alle ultime tre gare della MotoGP in sella all'Aprilia di cui è collaudatore, ovvero (in ordine cronologico) il GP d'Europa; il GP di Valencia e il GP di Portimão senza ottenere punti. Prende il posto di Bradley Smith, a sua volta sostituto di Andrea Iannone, sospeso temporaneamente per doping.

### 2021- collaudatore Aprilia: gare in MotoGP
Nel 2021 diventa pilota titolare nel team, con compagno di squadra Aleix Espargaró. Termina 14º a Portimão, conquistando i suoi primi punti in carriera in MotoGP. In questa stagione è costretto a saltare i Gran Premi d'Austria e Gran Bretagna a causa della frattura del malleolo mediale destro rimediata nel precedente GP di Stiria, per poi essere definitivamente sostituito a partire dal Gran Premio d'Aragona da Maverick Viñales e tornare a fare il collaudatore. Si iscrive come wild card al Gran Premio dell'Emilia Romagna sempre con Aprilia, ma non prende parte alla gara a causa di una frattura alla clavicola destra rimediata nelle prove libere del GP. Ha totalizzato 4 punti. Nel 2022, mentre svolge la mansione di collaudatore Aprilia, disputa cinque Gran Premi della MotoGP in qualità di wild card, senza ottenere punti. Nel 2023, svolge ancora la mansione di collaudatore Aprilia disputando inoltre cinque Gran Premi della MotoGP (10 gare) in qualità di wild card, ottenendo dodici punti, suo migliore risultato nella classe maggiore. Nel 2024, pur senza ottenere punti, prende parte a sette Gran Premi, sia con la squadra ufficiale che come sostituto per Trackhouse Racing.

## Risultati in gara

### Motomondiale

#### Classe 125
| 2008 | Classe | Moto    |  |  |  |  |  |    |  |  |  |  |    |  |     |  |  |  |  |    | Punti | Pos. |
| ---- | ------ | ------- |  |  |  |  |  | -- |  |  |  |  | -- |  | --- |  |  |  |  | -- | ----- | ---- |
| 2008 | 125    | Aprilia |  |  |  |  |  | 22 |  |  |  |  | NE |  | Rit |  |  |  |  | 13 | 3     | 29º  |

| 2009 | Classe | Moto    |    |     |    |     |   |     |     |    |    |     |     |     |     |  |  |  |     |  | Punti | Pos. |
| ---- | ------ | ------- | -- | --- | -- | --- | - | --- | --- | -- | -- | --- | --- | --- | --- |  |  |  | --- |  | ----- | ---- |
| 2009 | 125    | Aprilia | 21 | Rit | 21 | Rit | 9 | Rit | Rit | NE | 20 | Rit | Rit | Rit | Rit |  |  |  | Rit |  | 7     | 26º  |

| 2010 | Classe | Moto    |     |     |     |     |    |     |    |    |    |     |    |     |     |     |     |     |    |    | Punti | Pos. |
| ---- | ------ | ------- | --- | --- | --- | --- | -- | --- | -- | -- | -- | --- | -- | --- | --- | --- | --- | --- | -- | -- | ----- | ---- |
| 2010 | 125    | Aprilia | Rit | Rit | Rit | Rit | 21 | Rit | NP | 12 | NE | Rit | 15 | Rit | Inf | Rit | Rit | Rit | NP | 19 | 5     | 23º  |

| Legenda | 1º posto        | 2º posto            | 3º posto            | A punti      | Senza punti        | Grassetto – Pole position Corsivo – Giro più veloce |
| Legenda | Gara non valida | Non qual./Non part. | Ritirato/Non class. | Squalificato | '-' Dato non disp. | Grassetto – Pole position Corsivo – Giro più veloce |

#### MotoE
| 2019 | Classe | Moto     |     |    |   |    |    |    |  |  | Punti | Pos. |
| ---- | ------ | -------- | --- | -- | - | -- | -- | -- |  |  | ----- | ---- |
| 2019 | MotoE  | Energica | Rit | 10 | 7 | 11 | 15 | 13 |  |  | 24    | 16º  |

| Legenda | 1º posto        | 2º posto            | 3º posto            | A punti      | Senza punti        | Grassetto – Pole position Corsivo – Giro più veloce |
| Legenda | Gara non valida | Non qual./Non part. | Ritirato/Non class. | Squalificato | '-' Dato non disp. | Grassetto – Pole position Corsivo – Giro più veloce |

#### MotoGP
| 2020 | Classe | Moto    |    |  |  |  |  |  |  |  |  |  |  |  |     |    |     |  |  |  |  |  |  |  | Punti | Pos. |
| ---- | ------ | ------- | -- |  |  |  |  |  |  |  |  |  |  |  | --- | -- | --- |  |  |  |  |  |  |  | ----- | ---- |
| 2020 | MotoGP | Aprilia | NE |  |  |  |  |  |  |  |  |  |  |  | Rit | 18 | Rit |  |  |  |  |  |  |  | 0     |      |

| 2021 | Classe | Moto    |    |    |    |    |     |    |    |     |    |    |     |    |  |  |  |    |  |  |  |  |  |  | Punti | Pos. |
| ---- | ------ | ------- | -- | -- | -- | -- | --- | -- | -- | --- | -- | -- | --- | -- |  |  |  | -- |  |  |  |  |  |  | ----- | ---- |
| 2021 | MotoGP | Aprilia | 19 | 20 | 14 | 19 | Rit | 15 | 15 | Rit | 16 | NP | Inf | NP |  |  |  | NP |  |  |  |  |  |  | 4     | 26º  |

| 2022 | Classe | Moto    |  |  |  |  |     |    |  |    |  |  |    |  |    |  |  |  |  |  |  |  |  |  | Punti | Pos. |
| ---- | ------ | ------- |  |  |  |  | --- | -- |  | -- |  |  | -- |  | -- |  |  |  |  |  |  |  |  |  | ----- | ---- |
| 2022 | MotoGP | Aprilia |  |  |  |  | Rit | 21 |  | 22 |  |  | 20 |  | 19 |  |  |  |  |  |  |  |  |  | 0     |      |

| 2023 | Classe | Moto    |  |  |  |  |    |    |  |    |  |    |  |  |  |  |  |  |  |  |  |    |  |  | Punti | Pos. |
| ---- | ------ | ------- |  |  |  |  | -- | -- |  | -- |  | -- |  |  |  |  |  |  |  |  |  | -- |  |  | ----- | ---- |
| 2023 | MotoGP | Aprilia |  |  |  |  | 12 | 18 |  | 11 |  | 19 |  |  |  |  |  |  |  |  |  | 13 |  |  | 12    | 24º  |

| 2024 | Classe | Moto    |  |  |  |     |  |  |    |    |  |  |    |  |  |  |  |     |     |     |    |  |  |  | Punti | Pos. |
| ---- | ------ | ------- |  |  |  | --- |  |  | -- | -- |  |  | -- |  |  |  |  | --- | --- | --- | -- |  |  |  | ----- | ---- |
| 2024 | MotoGP | Aprilia |  |  |  | Rit |  |  | 21 | NP |  |  | 20 |  |  |  |  | Rit | Rit | Rit | 18 |  |  |  | 0     |      |

| 2025 | Classe | Moto    |    |    |    |  |    |   |    |    |    |     |     |  |  |  |  |  |  |  |  |  |  |  | Punti | Pos. |
| ---- | ------ | ------- | -- | -- | -- |  | -- | - | -- | -- | -- | --- | --- |  |  |  |  |  |  |  |  |  |  |  | ----- | ---- |
| 2025 | MotoGP | Aprilia | 20 | NP | 15 |  | 18 | 9 | 18 | 17 | 17 | Rit | Rit |  |  |  |  |  |  |  |  |  |  |  | 8     |      |

| Legenda | 1º posto        | 2º posto            | 3º posto            | A punti      | Senza punti        | Grassetto – Pole position Corsivo – Giro più veloce |
| Legenda | Gara non valida | Non qual./Non part. | Ritirato/Non class. | Squalificato | '-' Dato non disp. | Grassetto – Pole position Corsivo – Giro più veloce |

### Campionato mondiale Superbike
| 2013 | Moto     |  |  |  |  |  |  |  |  |  |  |  |  |  |  |     |    |  |  |  |  |  |  |  |  |  |  |  |  | Punti | Pos. |
| ---- | -------- |  |  |  |  |  |  |  |  |  |  |  |  |  |  | --- | -- |  |  |  |  |  |  |  |  |  |  |  |  | ----- | ---- |
| 2013 | Kawasaki |  |  |  |  |  |  |  |  |  |  |  |  |  |  | Rit | AN |  |  |  |  |  |  |  |  |  |  |  |  | 0     |      |

| 2016 | Moto    |    |     |   |    |    |    |   |   |   |    |     |    |   |   |     |   |   |     |     |     |   |   |    |    |    |    |  |  | Punti | Pos. |
| ---- | ------- | -- | --- | - | -- | -- | -- | - | - | - | -- | --- | -- | - | - | --- | - | - | --- | --- | --- | - | - | -- | -- | -- | -- |  |  | ----- | ---- |
| 2016 | Aprilia | 12 | Rit | 9 | 10 | 10 | 11 | 6 | 4 | 8 | 11 | Rit | 14 | 6 | 4 | Rit | 5 | 6 | Rit | Rit | Rit | 5 | 6 | 13 | 10 | 10 | 12 |  |  | 150   | 10º  |

| 2017 | Moto    |     |   |    |    |     |     |   |     |    |    |    |     |   |   |    |   |   |   |   |   |    |     |   |    |   |     |  |  | Punti | Pos. |
| ---- | ------- | --- | - | -- | -- | --- | --- | - | --- | -- | -- | -- | --- | - | - | -- | - | - | - | - | - | -- | --- | - | -- | - | --- |  |  | ----- | ---- |
| 2017 | Aprilia | Rit | 9 | 13 | NP | Inf | Inf | 5 | Rit | 12 | 13 | 12 | Rit | 9 | 6 | 10 | 8 | 7 | 7 | 8 | 6 | 11 | Rit | 7 | 18 | 5 | Rit |  |  | 124   | 11º  |

| 2018 | Moto    |    |    |    |   |    |    |    |    |   |     |   |   |   |   |    |     |   |   |     |   |   |   |     |   |    |    |  |  | Punti | Pos. |
| ---- | ------- | -- | -- | -- | - | -- | -- | -- | -- | - | --- | - | - | - | - | -- | --- | - | - | --- | - | - | - | --- | - | -- | -- |  |  | ----- | ---- |
| 2018 | Aprilia | NP | NP | 12 | 9 | 15 | 10 | 15 | 10 | 8 | Rit | 5 | 7 | 7 | 5 | 14 | Rit | 8 | 7 | Rit | 6 | 4 | 6 | Rit | 8 | 11 | AN |  |  | 138   | 10º  |

| Legenda | 1º posto        | 2º posto            | 3º posto           | A punti      | Senza punti        | Grassetto – Pole position Corsivo – Giro più veloce |
| Legenda | Gara non valida | Non qual./Non part. | Ritirato/Non class | Squalificato | '-' Dato non disp. | Grassetto – Pole position Corsivo – Giro più veloce |